# Kapišová
Kapišová (maďarsky Kapisó, rusínsky Капішова/Kapischowa) je obec na Slovensku v okrese Svidník, která se nachází v Nízkých Beskydech, v údolí potoka Kapišovka.

## Historie
První písemná zmínka o obci (pod názvem Capyssowa) pochází z roku 1548. Patřila k panství Makovica. V roce 1828 zde bylo evidováno 46 domů a 342 obyvatel.
Koncem roku 1944 se nad obcí odehrála velká tanková bitva v rámci východokarpatské operace. Proto se údolí dnes přezdívá Údolí smrti.

## Pamětihodnosti
- Řeckokatolický kostel Narození Přesvaté Bohorodičky, jednolodní neobarokní stavba z roku 1892 s půlkruhovým ukončením presbytáře a představenou věží. Úpravami prošel v roce 1988. Zařízení interiéru pochází z doby vzniku chrámu. Fasády jsou hladké s půlkruhově ukončenými okny. Věž je ukončena barokní helmicí s laternou.[2]
- Expozice bojové techniky z doby Karpatsko-dukelské operace (v tzv. Údolí smrti). Ve volné krajině jsou instalovány sovětské tanky T-34. Součástí areálu je také pietní místo s pomníkem.[3]